# 7678 Onoda
7678 Onoda è un asteroide della fascia principale. Scoperto nel 1996, presenta un'orbita caratterizzata da un semiasse maggiore pari a 3,1671927 UA e da un'eccentricità di 0,0901670, inclinata di 8,87936° rispetto all'eclittica.